# 卡通自然保护区
卡通自然保护区是一个位于俄罗斯阿尔泰共和国戈尔诺-阿尔泰斯克的自然保护区（严格自然保护区），坐落于南西伯利亚阿尔泰山脉的中部高地。卡通河流经卡通自然保护区的一个山谷，同时也是鄂毕河的源头。卡通河的源头位于海拔高度为4,506（14,783英尺）的别卢哈山，这也是西伯利亚最高的山，位于卡通自然保护区的东部边缘。国际上来讲，卡通自然保护区是重要的生物多样性中心，构成了阿尔泰金山世界文化遗址的一部分。

## 地貌
卡通自然保护区涵盖了多种地貌，包括冰川、高山苔原、草地和森林。大部分地形是通过冰川形成的，同时还有小型湖泊、溪流、瀑布和陡峭的斜坡。

## 气候
卡通自然保护区属于高山气候。这表明当地的气候，其中至少有一个月的平均温度高到足以融化雪，但没有一个月的平均温度超过10 ℃（50 ℉）。

## 动植物
卡通自然保护区拥有700种植物、51种哺乳动物、140种鸟类、3种爬行动物和8种鱼类。位于保护区内的濒危物种包括小鹿百合、牡丹（白芍）、蕨和雪豹。

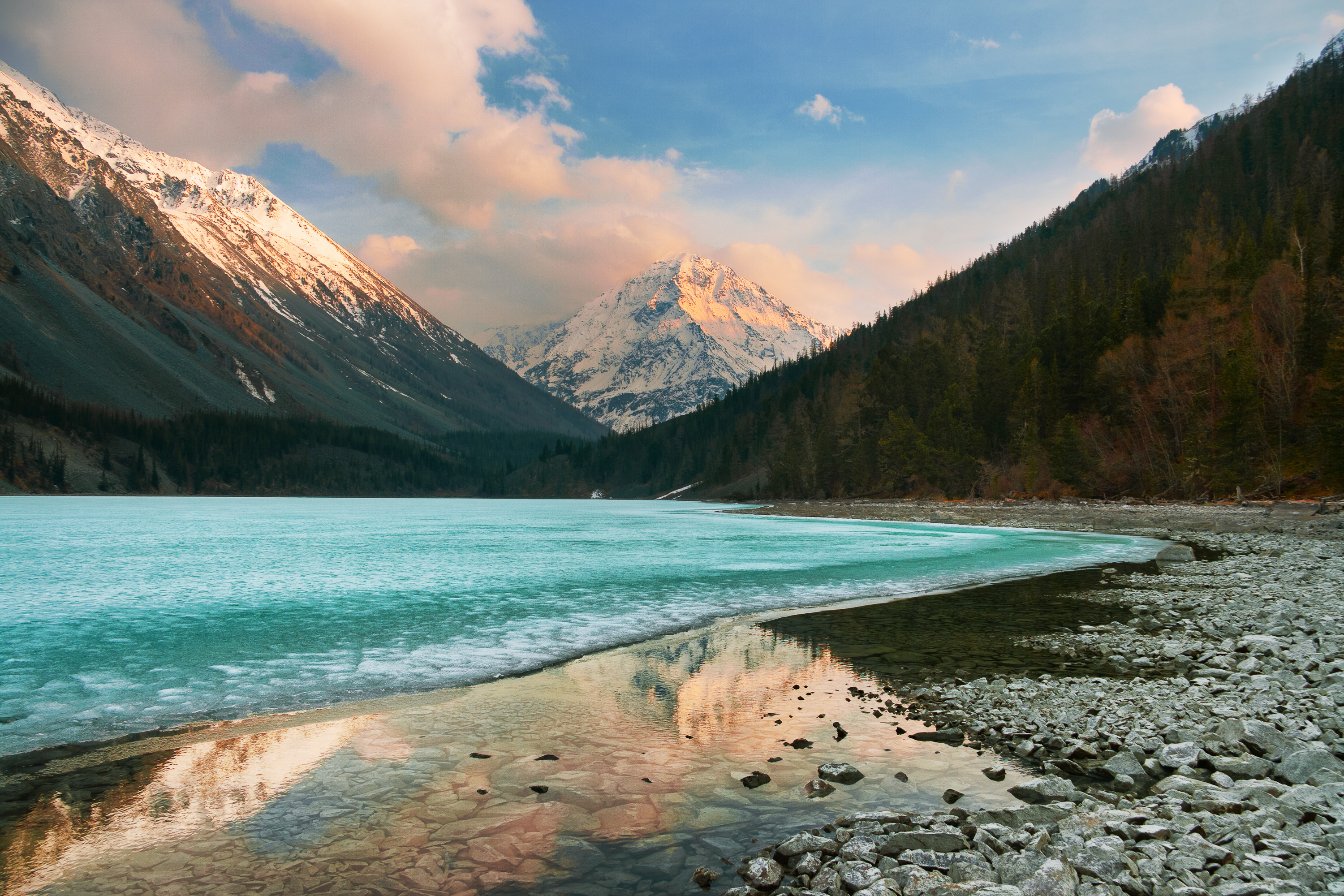
卡通自然保护区的日出

## 生态旅游
作为一个严格自然保护区，卡通自然保护区一般不对外开放，但由科学家和出于“环境教育”为目的的人可以提前申请预约进行访问。卡通自然保护区内有对公众开放的生态游览路线，但也要求事先获得许可。